# 巴维尔
巴维尔（法語：Basville，法語發音：[bavil]）是法国克勒兹省的一个市镇，属于欧比松区。

## 地理
巴维尔（45°52'16"N, 2°23'49"E）面积22.57 平方千米，位于法国新阿基坦大区克勒兹省，该省份为法国中部省份，位于法國中央高原西北部，北起安德尔省和谢尔省，西接维埃纳省，南至科雷兹省，东临多姆山省，东北与阿列省接壤。
与巴维尔接壤的市镇（或旧市镇、城区）包括：克罗、弗拉亚、拉马济耶尔-欧邦索姆、克罗附近圣奥拉杜、拉维勒讷沃、拉塞勒、费尔诺埃勒、日亚。
巴维尔的时区为UTC+01:00、UTC+02:00（夏令时）。

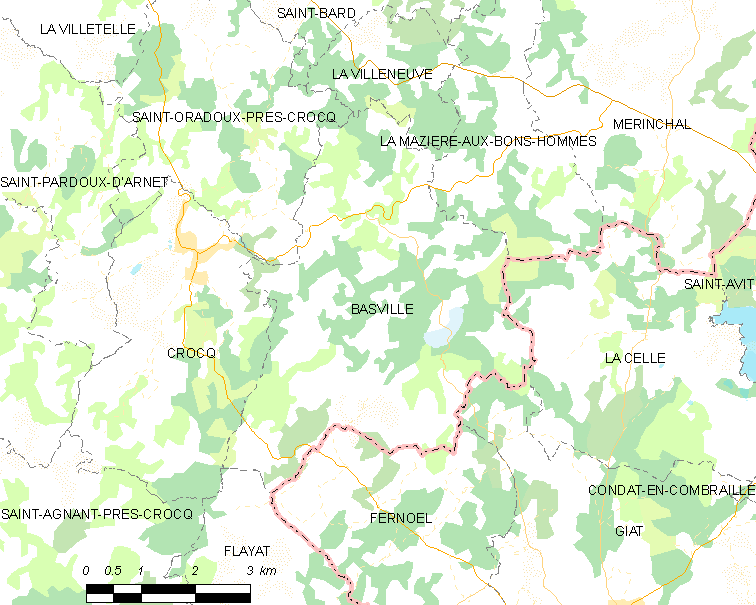
巴维尔的OSM定位图

## 行政
巴维尔的邮政编码为23260，INSEE市镇编码为23017。

## 政治
巴维尔所属的省级选区为欧藏斯县。

## 人口

1962-2008年间巴维尔人口变化图示

巴维尔于2022年1月1日时的人口数量为167人。